# Trite concinna
Trite concinna är en spindelart som beskrevs av William Joseph Rainbow 1920. Trite concinna ingår i släktet Trite och familjen hoppspindlar. Inga underarter finns listade i Catalogue of Life.